# NGC 4291
NGC 4291 ist eine elliptische Galaxie mit aktivem Galaxienkern vom Hubble-Typ E2 im Sternbild Drache am Nordsternhimmel. Sie ist schätzungsweise 85 Millionen Lichtjahre von der Milchstraße entfernt und hat einen Durchmesser von etwa 50.000 Lichtjahren. Gemeinsam mit NGC 4319 bildet sie ein (optisches?) Galaxienpaar. Sie ist Mitglied der elf Galaxien zählenden NGC 4589-Gruppe (LGG 284).

Im selben Himmelsareal befinden sich u. a. die Galaxien NGC 4331 und NGC 4363.
Das Objekt wurde am 10. Dezember 1797 von Wilhelm Herschel entdeckt.